# Sopeña (Cabuérniga)

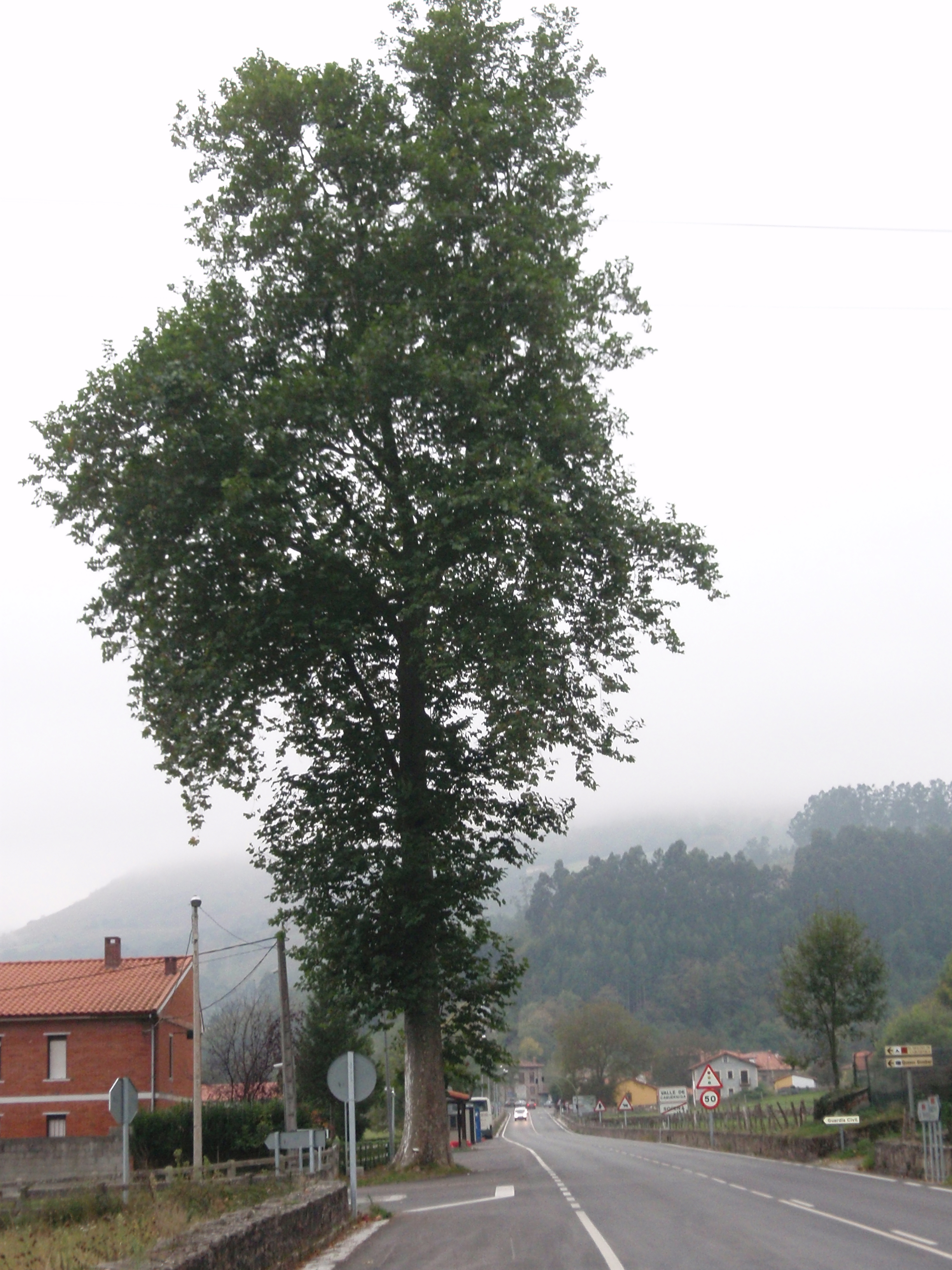
Árbol Singular de Cantabria Nº12 Plátano de Sopeña.

Sopeña es una localidad del municipio de Cabuérniga (Cantabria, España).
Está enclavado en el centro aproximadamente, del valle de Cabuérniga, a medio kilómetro de la capital del municipio, Valle, a 220 metros de altitud y su población era de 234 habitantes en el año 2013 (INE). Limita su término el río Saja por el Este y la carretera que atraviesa el Valle por el oeste.

## Cuna de Manuel Llano
Es el pueblo natal del escritor costumbrista Manuel Llano Merino (1898-1938), que fue además articulista en diversos periódicos;
Hijo único de un modesto matrimonio de campesinos, asistió a la escuela rural de Sopeña y a la de la Fundación de los Hermanos de la Doctrina Cristiana, en el cercano pueblo de Terán. Su infancia se desenvolvió, principalmente, en el ambiente de Sopeña y Carmona, en cuyas brañas vivió las soledades, tristezas y fatigas del oficio de sarruján o ayudante y recadero de pastor. La progresiva ceguera de su padre, al que con frecuencia acompañó como lazarillo, menguó la ya escasa economía familiar.
El poeta Gerardo Diego dejó escrito: quedará Manuel llano en la literatura española como un poeta en prosa de primerísimo rango, autor de unos cientos de páginas de apretada síntesis humana y naturalista, magnificada, ensalzada por el prodigio de una sensibilidad para la vida y un sentido del idioma único, suyo, que nadie le pudo enseñar, que él forjó viviendo intensa, intensísimamente.
Aquí nació también la religiosa María Concepción Gómez Llano (1897–1962) y el escritor Elpidio de Mier (Sopeña 1865 - Puerto Rico 1938). Aunque natural de Buenos Aires, la poetisa Carmen Stella de Vallejo (1928-2011) pasó la gran parte de su vida en Sopeña.

## Localidad de interés turístico
Presenta el aspecto tradicional de un pueblo cabuérnigo.
En este pueblo podemos visitar:
- La casona de Mier, del siglo XIX imitando el estilo barroco, si bien con alguna variante.
- La iglesia , dedicada a la Virgen del Carmen, es de estilo neobarroco, siglo XX. No obstante no es parroquial (la iglesia parroquial se encuentra en Terán de Cabuérniga).

Dispone del único "camping" situado en el citado valle de Cabuérniga y tiene una fábrica de quesos de gran calidad.
Celebra la festividad del Carmen el 16 de julio.
Desde este pueblo, además, puede ascenderse al Coterón (685 m s. n. m.), volviendo a Sopeña por la Braña de la Cruz.

## Recursos naturales
Destaca el Plátano de Sopeña, Árbol Singular de Cantabria N.º12, (Platanus hispanica (Mill. ex Munch) Ten.. Se encuentra junto a la carretera que recorre el valle, al lado del Puesto de la Guardia Civil de Sopeña de Cabuérniga, sito en la avenida del Carmen n.°-2. Alcanza los 30 metros de altura y 4 m de grueso.